# El caballero misericordioso
El caballero misericordioso es una acuarela del artista prerrafaelita Edward Burne-Jones que se completó en 1863 y actualmente se encuentra en el Museo y Galería de Arte de Birmingham.

## Historia
Esta imagen se basa en una leyenda del siglo XI contada por Sir Kenelm Digby en Broadstone of Honor, su héroe es un caballero florentino llamado John Gualbert (una anglicización de Giovanni Gualberto; san Juan Gualberto). La inscripción explicativa proporcionada por Burne-Jones le cuenta al espectador "de un caballero que perdonó a su enemigo cuando podría haberlo destruido y cómo la imagen de Cristo lo besó en señal de que sus actos habían agradado a Dios."
Juan Gualberto fue un santo italiano, el fundador de la Orden de Vallombrosa. Era miembro de la familia Visdomini de la nobleza florentina. Un Viernes Santo entraba en Florencia acompañado de seguidores armados, cuando en una callejuela estrecha se encontró con un hombre que había matado a su hermano. Estaba a punto de matar al hombre en venganza, cuando el otro cayó de rodillas con los brazos extendidos en forma de cruz y suplicó misericordia en el nombre de Cristo, que había sido crucificado ese día. Juan lo perdonó. Entró en la iglesia benedictina de San Miniato para orar, y la figura del crucifijo inclinó la cabeza ante él en reconocimiento a su generosidad. A pesar de la oposición de su familia, Juan Gualberto tomó los hábitos y fue posteriormente canonizado.
Podría decirse que este es el trabajo temprano más importante de Burne-Jones, demuestra un estilo nuevo y más personal, evidente en su diseño, técnica y expresión. Siguió siendo el favorito de Burne-Jones entre sus primeros trabajos: este interés por los caballeros y la caballería antiguos se despertó cuando pintó los murales artúricos para la Oxford Union en este mismo año de 1863 y permanecería con él durante el resto de su vida. En 1894 trató de tomar prestado El caballero misericordioso para hacer una gran versión al óleo, aunque en realidad estaba trabajando en El último sueño de Arturo en Avalon cuando murió en 1898.
En los bocetos preliminares para El caballero misericordioso, el beso que da Cristo es mucho más apasionado, con fuertes matices homoeróticos. En la versión acabada, pintada con gouache, el beso se vuelve protector y profundamente afectuoso, sin ninguna implicación sexual. La barba de Cristo proporciona un escudo sobre la frente del caballero y su rostro triste; las heridas en las manos de Cristo llaman la atención sobre la vulnerabilidad de las orantes manos expuestas del caballero, cuyos guanteletes acorazados cuelgan de su cintura. Por cierto, las caléndulas en primer plano procedían del 'jardín de la ciudad' en Russell Square, cerca de la casa de Burne-Jones frente al Museo Británico.

## Referencias

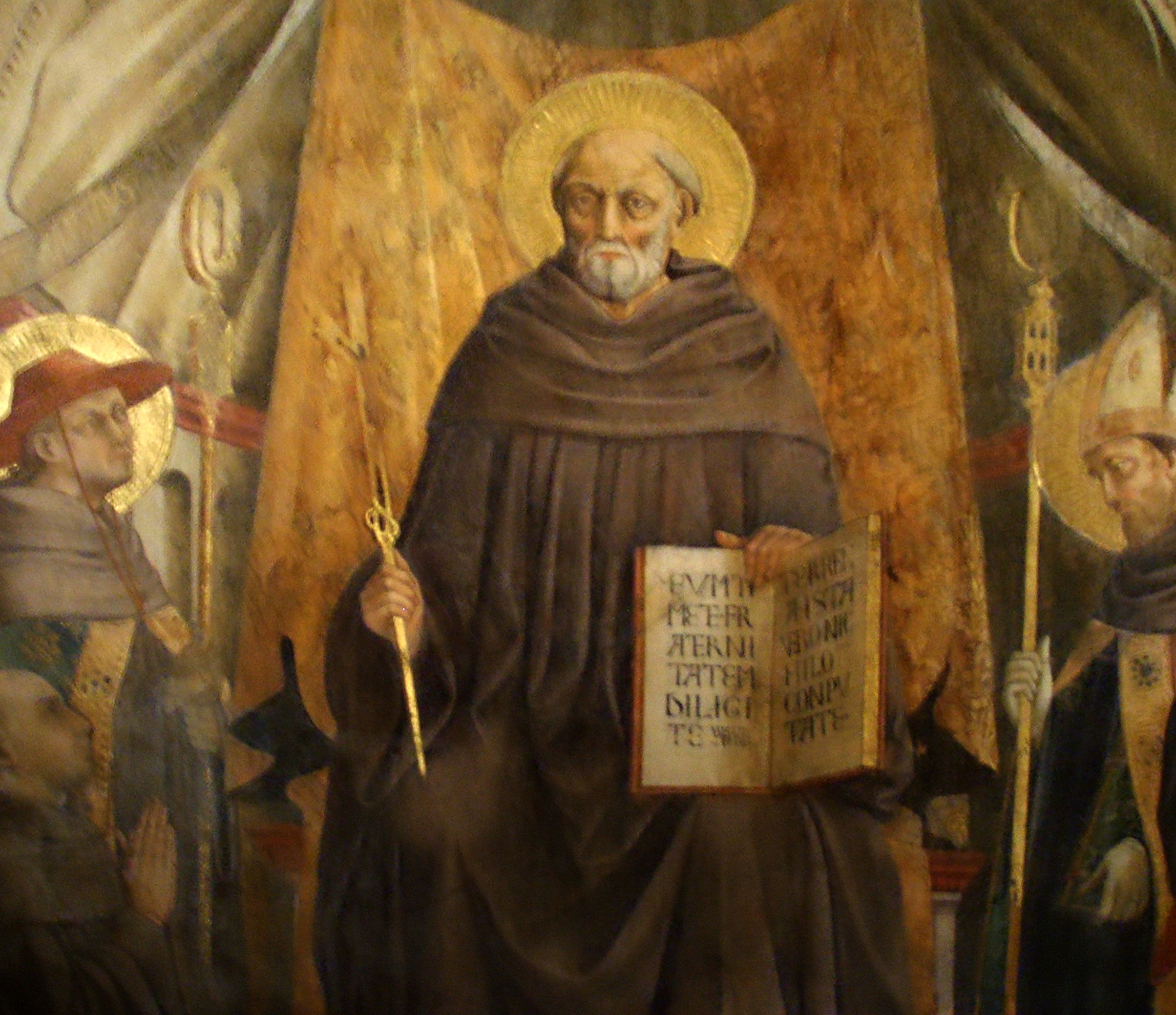
San Juan Gualberto; Fresco de Neri di Bicci, Santa Trinita en Florencia.